# Dudleya North
Dudleya North (julio de 1675- 25 de abril de 1712) fue una aristocrática, orientalista, lingüista y erudita clásica británica.

## Infancia
Los padres de North fueron Charles North, 5.º barón North (1636-1691) en Leicester Fields en Londres. Su madre, Catherina fue una de las hijas del primer barón Grey de Werke. Su abuelo era Dudley North, 5 barón North (1602-1677). Su hermano fue Jacobite William North, el 6.º barón North. Cuatro años antes de la muerte de su abuelo, su padre creó un par por derecho propio y fue convocado a la Cámara de los Lores como el barón Gray de Rolleston.
Su familia era una la más intelectuales y aristocráticas de la fecha. Su tío era Francis North quien llegó a ser Lord Chancellor y Lord Guilford, mientras que los otros tíos fueron sir Dudley North, un economista, y John North, máster del Colegio Trinity, Cambridge y Roger North, un historiador.
Dudleya North fue la hermana menor de dos hijas del matrimonio, y de joven tuvo deseos de aprender, y de una forma no acostumbrada para la época, ella fue educada en forma privada junto con su hermana por sus tutores. 
Un retrato coloreado del agua de ella a sus quince años pintado por Edmund Ashfield en 1690 es conservado en la colección del museo Victoria y Albert.
Era una lingüista natural, rápidamente logró hablar con fluidez en latín y griego, posteriormente empezó a estudiar hebreo y otros lenguajes del este. Después de un "gran y severo plan de estudios" obtuvo una maestría en una participación competente del conocimiento en todo el círculo del aprendizaje oriental , coleccionando en su biblioteca personal un gran número de libros en idiomas no occidentales.
El 25 de abril de 1712 falleció en la casa de su cuñada ubicada en Bond Street en Londres a causa de una tuberculosis provocada por sus estudios diligentes y moquillo sedentario y el 2 de mayo de ese año fue enterrada en la bóveda familiar en el cementerio Kirtling en Cambridgeshire.